# Justicia championii
Justicia championii är en akantusväxtart som beskrevs av T. Anders. och George Bentham. Justicia championii ingår i släktet Justicia och familjen akantusväxter. Inga underarter finns listade i Catalogue of Life.